# Nyugati gerle
A nyugati gerle (Zenaida meloda) a madarak osztályának  galambalakúak (Columbiformes) rendjébe és a galambfélék (Columbidae) családjába tartozó faj.

## Rendszerezése
A fajt Johann Jakob von Tschudi svájci ornitológus írta le 1843-ban, a Columba nembe Columba meloda néven.

## Előfordulása
Dél-Amerika csendes-óceáni partvidékén, Chile, Ecuador és Peru területén honos. Természetes élőhelyei a szubtrópusi vagy trópusi síkvidéki esőerdők, száraz erdők, szavannák és cserjések, valamint másodlagos erdők és városi régiók. Állandó nem vonuló faj.

## Megjelenése
Testhossza 33 centiméter.
|  |

## Természetvédelmi helyzete
Az elterjedési területe nagyon nagy, egyedszáma pedig növekszik. A Természetvédelmi Világszövetség Vörös listáján nem fenyegetett fajként szerepel.